# X-Plane 12
X-plane 12 — компьютерная игра в жанре авиасимулятор, разработанная студией Laminar Research в 2022 году, пришедшая на смену X-plane 11 (Прошлой версии симулятора, выпущенной в 2017 году)
Первые упоминания об X-plane 12 были на их YouTube канале XPlaneOfficial 1 июня 2021 года.

### Краткое сведение
X-plane 12 — реалистичный авиасимулятор, позволяющий выполнять процедуры полета, которые мало чем будут отличаться от полетов в настоящей кабине пилота, а передовая физика полета и красивая 3D графика погрузит вас в виртуальное небо с головой. X-plane 12, как и X-plane 11, позволяет выполнять различной сложности полеты как VFR (От англ. Visual flight rules — Правила визуальных полетов) так и IFR (от англ. Instrumental flight rules — Правила полетов по приборам). Серия игр X-plane, для большего реализма, требует от игрока внешнюю периферию в виде джойстика/штурвала с блоком рычагов (РУД) и педали для управления Рулем направления (хвостом). Если нет денег на джойстики, то обойтись можно и мышкой с клавиатурой, но это будет менее удобно, ибо мышка, даже при подключенном штурвале, будет бегать по всему экрану, переключая тумблеры и кнопочки.

### Нововведения
Главными нововведениями X-plane 12, по сравнению с X-plane 11, были:
- 3D деревья/облака/вода
- Встраивание нового погодного движка, который создает погоду на основе METAR и глобального прегрозной модели NOAA
- Новый самолёт: Airbus A330
- Новые звуки окружения
- Новые эффекты времен года и дождя на стеклах в кабине самолёта.
- Обновление ATC (УВД — диспетчер)
- Переход Vulkan

### Ближайшее обновления X-plane 12.1.0[2][3]
Грядущее обновление X-plane 12.1.0 будет включать в себя X-plane store, который будет интегрирован в сам X-plane 12, обновленная авионика и процедурная генерация ландшафта, летные модели и погода, но большее внимание будет уделено внимание графике.
- Новая система частиц
- Световые эффекты Bloom
- Инструмент для создания внутриигровых скриншотов
- Обновление теней
- Улучшенная производительность процессора благодаря новому «modern collector»
- Авиационные системы Дополнения к G1000, моделирование ADS-B, страница «Stormscope»
- Летная модель
- Погода Новый сервер реальной погоды Улучшения в разборе METAR реальной погоды Исправление ошибок, связанных со странно выглядящими данными реальной погоды, что приведет к уменьшению проблем с облаками

### Авиапарк в X-plane 12
X-plane 12 включает в себя 18 самолётов и 2 вертолета.

гражданские самолеты и вертолеты:
- Cessna Citation X
- Airbus A330-300
- Cirrus SR22
- Beechcraft Baron 58
- Piper PA-18 Super Cub
- Lancair Evolution
- Van’s Aircraft RV-10
- Aero-Works Aerolite 103
- Robinson R22 Beta II
- Beechcraft King Air C90
- Cirrus Vision SF50
- Schleicher ASK 21
- Boeing 737-800
- Sikorsky S-76
- McDonnell Douglas MD-80
- Cessna 172SP (+2 ей модификации)

Военные самолёты:
- Grumman F-14 Tomcat
- Stinson L-5 Sentinel

### Бесплатные, обязательные, для нормальных полетов, дополнения[6]
- X-Plane 12 Global Scenery: North America
- X-Plane 12 Global Scenery: South America
- X-Plane 12 Global Scenery: Europe
- X-Plane 12 Global Scenery: Africa
- X-Plane 12 Global Scenery: Asia
- X-Plane 12 Global Scenery: Australia, Oceania, Pacific

### ПО для X-plane

#### WorldEditor
X-plane уже из (При установки всех бесплатных обновлений) имеет сотни готовых 3D аэропортов, конечно, не все они на 100% соответствуют реальным аэропортам, а некоторые малые аэропорты и вовсе могут не иметь ни разметки на перроне, ни самого 3D здания аэропорта, к примеру таким аэропортом был Воронежский аэропорт, поэтому Laminar Research предоставляют инструмент для создания своего собственного аэропорта «WorldEditor», который включает в себя все инструменты для создание своего собственного сценария. 

#### Plane-Maker
Plane-Maker — это одна из трёх дополнительных программ для X-Plane. Она используется для создания пользовательских самолётов или вертолётов для X-Plane. В Plane-Maker создание пользовательских самолётов осуществляется путём построения модели самолёта внутри программы и ввода параметров.
Также в Plane-Maker можно импортировать 3D-модели сторонних производителей в качестве частей самолёта.